# Idaea joannisiata
Idaea joannisiata är en fjärilsart som beskrevs av Homberg 1911. Idaea joannisiata ingår i släktet Idaea och familjen mätare. Inga underarter finns listade i Catalogue of Life.